# Иммиграционная политика Джо Байдена
Иммиграционная политика Джо Байдена основана на том, чтобы полностью изменить иммиграционную политику предыдущей администрации Дональда Трампа. В свой первый день в должности президента Байден начал отмену указов Трампа в отношении иммиграции, в том числе остановил строительство стены на границе с Мексикой, отменил запрет на поездки Трампа (Указ № 13780 «О защите нации от въезда иностранных террористов в Соединённые Штаты»), ограничивающий поездки из 14 стран, и издал указ, подтверждающий защиту получателей DACA. Администрация Байдена и Министерство внутренней безопасности под руководством Алехандро Майоркаса резко ограничили практику депортации Иммиграционной и таможенной полиции, уделяя приоритетное внимание национальной безопасности и проблемам насильственных преступлений в США, а не мелким и ненасильственным правонарушениям. 
Однако Байден также столкнулся с критикой за продление раздела 42, ограничение границ администрации Трампа, возникшее из-за пандемии COVID-19, а также возобновление ускорения семей[прояснить] в Центральной Америке, что может привести к отправке семей обратно в течение нескольких недель, по сравнению с годами для среднего иммиграционного дела.

## Иммиграционная политика

### Отмена указов Трампа
20 января 2021 года, вскоре после его инаугурации, Байден приостановил строительство мексиканской пограничной стены Трампа и отменил чрезвычайное положение на южной границе США, объявленное администрацией Трампа в феврале 2019 года. Попутно был отменён введённый в 2017 году запрет Трампа на въезд, представляющий собой серию из трёх указов Трампа, действовавших на 14 стран, большинство из которых являются мусульманскими.

### DACA
20 января 2021 года Байден также подписал указ, предписывающий миграционным органам прекратить попытки изгнать из страны людей, прибывших в Соединённые Штаты в детстве вместе с родителями-нелегальными иммигрантами, и призвал Конгресс принять постоянные меры защиты для 700 000 иммигрантов без документов, на которых распространяется действие политики DACA.

### Депортации
20 января 2021 года администрация Байдена также объявила паузу в отношении депортаций в течение первых 100 дней президентства Байдена. Спустя два дня, генеральный прокурор Техаса Кен Пакстон подал в суд на администрацию Байдена на основании нарушения письменного обязательства Байдена сотрудничать со штатом Техас.
26 января 2021 года федеральный судья Дрю Типтон заблокировал 100-дневный меморандум администрации Байдена о депортации, сославшись на то, что штату Техас «будет нанесён неизбежный и непоправимый ущерб», а судебный запрет, запрошенный Пакстоном, не повредит администрации и общественности.

### Мексика
22 января 2021 года Байден позвонил президенту Мексики Андресу Мануэлю Лопесу Обрадору. Разговор президентов был о сокращении иммиграции через границу Мексики и США, об улучшении обращения с иммигрантами на границе, об изменении иммиграционной политики администрации Трампа и о пандемии COVID-19, а также про выделении 4 миллиарда долларов на помощь развитию в Сальвадоре, Гватемале и Гондурасе.

### Законопроект о гражданстве США (2021)
23 января 2021 года Байден внёс в Конгресс законопроект об иммиграции. Законопроект направлен на радикальные изменения в систему иммиграционного, визового и пограничного контроля США, в частности он может предоставить возможность получить гражданство 11 миллионам нелегальным мигрантам и детям мигрантов программы DACA, которые в настоящее время проживают в Соединённых Штатах, облегчить пребывание иностранных рабочих в США, заменить слово «иностранец» в законодательстве США словом «негражданин».
Лоббирование законопроекта в Сенате возглавил сенатор Боб Менендес, который указал, что собрать необходимые 10 голосов республиканцев будет «титанической» задачей. Демократы указали, что данный законопроект вряд ли будет принят сразу, вместо этого сосредоточив внимание на продвижении частичного законодательства в форме Закона об американской мечте и обещании и Закона о модернизации сельскохозяйственных рабочих.
20 сентября 2021 года было объявлено, что демократы в Сенате США не смогли включить иммиграционные инициативы в пакет бюджетных предложений на 2022 финансовый год в размере 3,5 трлн долларов — по решению независимого эксперта Сената по процедурным вопросам Элизабет Макдонаф. По её мнению, изменение закона для расчистки пути к легальному статусу постоянного жителя является огромным и устойчивым изменением политики, которое затмевает его бюджетное воздействие.

### Приём беженцев
4 февраля 2021 года Байден подписал указ, направленный на отмену некоторых иммиграционных политик Трампа. Он также призвал провести рассмотрение, чтобы определить, были ли неоправданно задержаны афганские и иракские заявители на получение Специальной иммиграционной визы. В приказе также содержался призыв представить доклад о влиянии антропогенного изменения климата на экологическую иммиграцию в Соединённые Штаты. Он отменил указ 2019 года, ограничивающий федеральное финансирование переселения беженцев, если на это не согласятся правительства штатов и местные органы власти. Однако в январе 2020 года федеральный судья уже отменил это постановление.
Байден сказал, что он планировал поднять ежегодный прием беженцев до 125 000 в 2022 финансовом году, но 16 апреля 2021 года он подписал указ, поддерживающий исторически низкий предел для беженцев, установленный администрацией Трампа (15 000 в год). Столкнувшись с критикой этого решения, администрация отступила и объявила о планах увеличить лимит беженцев к 15 мая. По состоянию на апрель 2021 года Байден был на пути к тому, чтобы принять наименьшее количество беженцев среди любого современного президента, переселив всего 2050 беженцев в середине 2021 финансового года.

### Иммиграционная и таможенная полиция США
7 февраля 2021 года Байден приступил к реализации новых руководящих принципов для агентов Иммиграционной и таможенной полиции, запрещающих или ограничивающих их возможность добиваться депортации на основании «преступлений, связанных с наркотиками, простого нападения, отмывания денег, преступления против собственности, мошенничества, налоговых преступлений, вымогательств или обвинений без судимости», как заявил Таэ Джонсон, исполняющий обязанности директора Иммиграционной и таможенной полиции, вместо этого уделяя приоритетное внимание «насильственному поведению, хорошо документированным связям с бандами» и записям о жестоком обращении с детьми, убийствах, изнасилованиях и серьёзных нарушениях, связанных с наркотиками. Также будут предотвращены депортации только на основании, по крайней мере, 10-летних уголовных преступлений или «свободных» связей с бандами. Руководящие принципы также требовали разрешения директора Иммиграционной и таможенной полиции для агентов на арест подозреваемых за пределами тюрем.
27 февраля 2021 года администрация Байдена предприняла шаги по расширению возможностей правительства по размещению детей-мигрантов, поскольку оно пытается отреагировать на увеличение числа пересечений границ несопровождаемыми несовершеннолетними, в частности, путём повторного открытия центра временного содержания для беженцев в Карризо-Спрингс, Техас.

## Миграционный кризис в Техасе
Южный штат Техас, имеющий самую протяженную границу с Мексикой, оказался в центре миграционного кризиса (в 2023 финансовом году количество нелегальных пересечений границы достигло 2,5 млн случаев, а декабрь 2023 стал рекордным с 2000 года). При этом, с 2022 года по январь 2023 в рамках операции «Одинокая звезда» власти Техаса вывезли в другие штаты более 100 тыс. нелегальных мигрантов 
Губернатор Техаса Грег Эбботт с 2021 года проводит многомиллиардную кампанию по введению жестких мер на границе для сдерживания мигрантов. Эти действия вызывают регулярные конфликты с федеральным центром. 
Конфликт вокруг Игл-Пасс: в январе 2024 года ситуация, вызванная несогласием властей Техаса с администрацией Байдена по вопросу о контроле на границе между Мексикой и США обострилась. Федеральный суд США обязал власти штата Техас демонтировать проволочные заграждения на границе с Мексикой, но они отказались. Кроме этого, Грег Эбботт обвинил федеральные власти и лично президента Байдена в пособничестве активизации нелегальной иммиграции в страну. Национальной гвардии Техаса был отдан приказ противодействовать федеральным силам в снятии проволочных заграждений.
29 января генеральные прокуроры 26 штатов США выступили в поддержку права Техаса самостоятельно защищать участок границы с Мексикой.

## Критика
Предприниматель И. Маск в марте назвал слова Байдена о желании решить проблему с нелегалами ложью.